# Werner Franke (Politiker)
Werner Franke (* 15. November 1919 in Ronneburg; † 20. Mai 1990 in Berlin) war ein deutscher Politiker der DDR-Blockpartei CDU. Er war von 1951 bis 1986 Generaldirektor der Vereinigung Organisationseigener Betriebe in der DDR.

## Leben
Werner Franke, Sohn eines Monteurs, besuchte bis 1930 die Grund- und bis 1934 die Mittelschule in Ronneburg. Anschließend machte er eine kaufmännische Ausbildung, legte 1937 die Handlungsgehilfenprüfung ab und war als kaufmännischer Angestellter tätig. Er nahm ab 1939 als Soldat der Luftwaffe am Zweiten Weltkrieg teil, war auf verschiedenen Fliegerhorsten in Mecklenburg als Feldwebel stationiert. Im Mai 1945 geriet er in Schleswig-Holstein in englische Kriegsgefangenschaft, aus der er bereits im Juni 1945 entlassen wurde.
Nach der Rückkehr trat Franke am 15. August 1945 der Schweriner CDU bei und war ab Oktober 1945 hauptamtlicher Parteisekretär im Landesverband. Von 1949 bis 1951 leitete er den Verlag „Der Demokrat“, zwischenzeitlich rückte Werner Franke im September 1950 in den Landtag Mecklenburg nach, dem er auch in der 2. Wahlperiode bis 1952 angehörte.
Werner Franke war von 1951 bis 1986 Direktor bzw. Generaldirektor der Vereinigung Organisationseigener Betriebe der CDU, zu der vor allem verschiedene Unions-Verlage gehörten. Von 1951 bis 1989 war er Mitglied im Hauptvorstand, von 1958 bis 1987 Mitglied im Sekretariat des Hauptvorstandes und von Dezember 1986 bis 1989 Vorsitzender der Zentralen Revisionskommission der DDR-CDU (Nachfolger von Rudolf Uebel). Franke war sechs Jahre lang Stadtbezirksverordneter in Berlin-Pankow und ab 1967 Mitglied der Berliner Stadtverordnetenversammlung.
Franke starb im Alter von 70 Jahren in Berlin.

## Auszeichnungen
- 1960 Ehrentitel Verdienter Aktivist
- 1964 Vaterländischer Verdienstorden in Bronze, 1969 in Silber und 1984 in Gold
- 1967 Ehrennadel der Gesellschaft für Deutsch-Sowjetische Freundschaft in Gold
- 1974 Orden Banner der Arbeit Stufe III